# Équipe d'Indonésie de football
Cet article traite de l'équipe masculine. Pour l'équipe féminine, voir Équipe d'Indonésie féminine de football.
Maillots
L'équipe d'Indonésie de football est une sélection des meilleurs joueurs d'Indonésie sous l'égide de la Fédération d'Indonésie de football. Elle succède après 1949 à l'équipe des Indes orientales néerlandaises. Il n'y a cependant officiellement aucun lien de continuité entre les deux équipes (prédécesseur non reconnu).

## Histoire

### Débuts
L’équipe d'Indonésie de football (Tim nasional sepak bola Indonesia) est une sélection des meilleurs joueurs d'Indonésie sous l'égide de la Persatuan Sepakbola Seluruh Indonesia qui est fondée en 1930.
Non officielle à cause de la primauté de la fédération coloniale (NIVB puis NIVU puis VUVSI), la fédération PSSI n'a pu organiser que deux matchs sous la période coloniale en 1937 et en 1939. La participation des Indes orientales néerlandaises à la Coupe du monde 1938 ne se fait que sous l'égide de la NIVU et non de la PSSI qui a été volontairement exclue par la NIVU.

### De 1951 à 1996
Le premier match de l'équipe d'Indonésie fut joué à Delhi contre l’Inde, le 4 mars 1951, et se solda par une défaite indonésienne sur le score de 3 buts à 0. La Fédération d'Indonésie de football est affiliée à la FIFA depuis 1952 et est membre de l'AFC depuis 1954. La plus large défaite de l’équipe d'Indonésie a eu lieu à Copenhague contre le Danemark, le 3 septembre 1974 (9 buts à 0). Lors de la campagne de qualification pour la Coupe du monde 1974, l’équipe d'Indonésie est éliminée au 1er tour, notamment battue par l’Australie et l’Irak, mais parvient à finir devant la Nouvelle-Zélande. Lors de l’édition 1978, elle est encore éliminée au 1er tour dans un groupe où elle est cette fois dominée par Hong Kong, Singapour et la Malaisie. Pour 1982, elle est devancée par la Nouvelle-Zélande et l’Australie mais se classe devant les Fidji et Taïwan. Après avoir remporté son groupe au 1er tour devant l’Inde, la Thaïlande et le Bangladesh, elle échoue au 2d tour des éliminatoires de la Coupe du monde 1986 contre la Corée du Sud. Pour 1990, elle est éliminée au 1er tour par le Japon et la Corée du Nord. Pour la Coupe du monde 1994, l’équipe d'Indonésie ne remporte qu'un seul match au 1er tour, contre le Viêt Nam, et laisse à celui-ci la dernière place du groupe à la différence de buts.

### De 1996 à 2019
À la Coupe d'Asie des nations de football 1996, pour sa première participation, l’équipe d'Indonésie fut éliminée au 1er tour en faisant un match nul contre le Koweït (2-2, buts de Widodo Purta et de Ronny Wabia) et deux défaites contre la Corée du Sud (2-4, buts de Widodo Purta et de Ronny Wabia) et les Émirats arabes unis (0-2). Pour la Coupe du monde 1998, elle est battue au 1er tour par l’Ouzbékistan et le Yémen tout en étant devant le Cambodge. À la Coupe d'Asie des nations de football 2000, elle fut éliminée au 1er tour en réalisant un match nul contre le Koweït (0-0) et deux défaites contre la Chine (0-4) et la Corée du Sud (0-3).
Pour la Coupe du monde 2002, elle est battue au 1er tour des éliminatoires par la Chine mais devant le Cambodge et les Maldives. La plus large victoire de l’Indonésie est enregistrée à Jakarta le 23 décembre 2002, contre les Philippines qui se solde par un score sans appel de 13 buts à 1 pour les Indonésiens. À la Coupe d'Asie des nations de football 2004, elle est encore battue au 1er tour, faisant une victoire contre le Qatar (2-1, buts de Ponaryo Astaman et de Budi Sudarsono) et deux défaites contre la Chine (0-5) et Bahreïn (1-3, but d’Elie Aiboy).
Pour la Coupe du monde 2006, l’équipe d'Indonésie est battue au 2d tour de la phase qualificative par l’Arabie saoudite et le Turkménistan tout en étant devant le Sri Lanka. À la Coupe d'Asie des nations de football 2007, en tant que pays coorganisateur, elle est battue au 1er tour, faisant une victoire contre Bahreïn (2-1, buts de Bambang Pamungkas et de Budi Sudarsono) et deux défaites contre l’Arabie saoudite (1-2, but d’Elie Aiboy) et contre la Corée du Sud (0-1).
Pour la Coupe du monde de football 2010, elle est déjà éliminée au 2d tour des éliminatoires par la Syrie, après avoir bénéficié au 1er tour du forfait du Guam.
Le 29 février 2012, l'Indonésie enregistre la plus lourde défaite de son histoire en perdant 10-0 contre Bahreïn.
Les années suivantes voient l'Indonésie connaître de nombreuses difficultés sur le plan sportif et extra-sportif. En effet, la Fédération indonésienne de football a été suspendue par la FIFA en raison de l'ingérence du gouvernement dans le championnat national de ce pays d'Asie du Sud-Est le 30 mai 2015. L'interdiction a pris effet immédiatement et signifiait que l'Indonésie ne pourrait pas participer au prochain tour des qualifications pour la Coupe du monde 2018 et de la Coupe d'Asie 2019, qui débutera moins de deux semaines plus tard. La FIFA a pris des mesures à l'encontre de l'Indonésie à la suite d'une dispute entre le gouvernement local et la fédération de football qui a entraîné l'annulation de la compétition nationale. La suspension a été levée lors du 66e Congrès de la FIFA. Entre-temps, une perpétration précipitée a été effectuée pour l'Indonésie afin d'être en mesure de participer au prochain championnat de l'AFF 2016, où l'Indonésie a finalement atteint la finale et s'est de nouveau inclinée face à la Thaïlande.
Quelques semaines après avoir terminé deuxième du Championnat de football de l'ASEAN, la PSSI a organisé un congrès le 8 janvier 2017 dans le but de faire signer Luis Milla pour s'occuper de son équipe senior et de son équipe U-22. Avant le Championnat de l'AFF 2018 (en), Milla est parti sans aucune explication, provoquant la colère des supporters indonésiens. L'Indonésie a été éliminée dès la phase de groupe du Championnat de l'AFF 2018, ce qui a conduit au licenciement de Bima Sakti. Afin de préparer la campagne qualificative de la Coupe du monde 2022, l'Indonésie a fait signer Simon McMenemy dans l'espoir que son mandat réussi avec les Philippines pourrait revigorer les performances de l'Indonésie, en particulier lorsque l'Indonésie était groupée avec trois rivaux d'Asie du Sud-Est, la Malaisie, la Thaïlande et le Vietnam, ainsi que les Émirats arabes unis. L'Indonésie a perdu ses quatre matches, notamment une défaite à domicile contre la Malaisie (2-3), alors qu'elle menait 2-1, suivie d'une défaite à domicile contre le Viêt Nam, pour la première fois dans une compétition. Le 6 novembre 2019, PSSI a décidé de licencier McMenemy en raison de la détérioration des performances de l'équipe nationale. L'Indonésie s'est rendue en Malaisie et s'est inclinée 0-2 face à son rival et a été officiellement éliminée des qualifications pour la Coupe du monde 2022.

### L'ère Shin Tae-yong (2020-2025)
Après l'échec de la qualification pour la Coupe du monde, PSSI a nommé Shin Tae-yong comme entraîneur de l'Indonésie dans l'espoir de revigorer l'équipe pour les prochains éliminatoires pour la Coupe d'Asie des nations 2023, en utilisant le succès de Park Hang-seo au Vietnam comme preuve de sa nomination.
Sous la direction de Shin Tae-yong, la majorité des équipes seniors ont été remaniées et comptent de nombreux jeunes joueurs, dont la majorité sont issus des moins de 23 ans. Les résultats se sont grandement améliorés et l'Indonésie a atteint la finale du championnat de l'AFF 2020 (en) avec des joueurs âgés en moyenne de 23 ans.

#### Éliminatoires de la Coupe d'Asie des nations 2023
Lors des qualifications pour la Coupe d'Asie 2023, l'Indonésie a battu le Koweït (2-1), qui était le pays hôte du groupe et qu'elle n'avait jamais battu en 42 ans, à la surprise générale. Il s'agissait de la première victoire officielle d'une équipe d'Asie du Sud-Est contre un pays hôte d'Asie occidentale depuis 2004 (lorsque la Thaïlande avait battu le Yémen 3-0 à Sanaa lors des qualifications pour la Coupe du monde de la FIFA 2006), et la première fois dans l'histoire qu'une équipe d'Asie du Sud-Est s'imposait contre une équipe du Golfe persique en tant que pays visiteur. Lors du dernier match, l'Indonésie a battu largement le Népal 7-0 au stade international Jaber Al-Ahmad. Forte de cette victoire, l'Indonésie s'est ensuite qualifiée pour la prochaine Coupe d'Asie des nations 2023 après 16 ans d'absence. L'Indonésie sera opposée à l'équipe la mieux classée de l'AFC, le Japon, à l'Irak et à son rival d'Asie du Sud-Est, le Vietnam.

#### Éliminatoires de la Coupe du monde 2026
Le 19 juin 2023, l'Indonésie a accueilli l'Argentine, championne du monde 2022, en préparation des qualifications pour la Coupe du Monde de la FIFA 2026. L'Indonésie a bien joué face au champion du monde, mais une longue frappe de Leandro Paredes a permis à l'Argentine de mener 1-0 juste avant la mi-temps. En seconde période, Cristian Romero a marqué de la tête pour porter le score à 2-0 pour les Argentins.
L'Indonésie a entamé les qualifications pour la Coupe du Monde de la FIFA 2026 dès le premier tour, en battant Brunei de manière convaincante sur un score cumulé de 12-0 aller-retour.
Au deuxième tour, l'Indonésie a été placée dans un groupe avec les deux mêmes équipes que l'Indonésie affrontera dans le cadre de la prochaine Coupe d'Asie de l'AFC, l'Irak, et deux rivaux de l'Asie du Sud-Est, le Vietnam et les Philippines. L'Indonésie a mal commencé le deuxième tour, avec une lourde défaite 5-1 contre l'Irak à Bassorah, et un simple match nul contre les Philippines à Manille lors du match suivant.

#### Coupe d'Asie des nations 2023
L'Indonésie a ensuite entamé l'année 2024 en jouant deux matches amicaux contre la Libye au Complexe sportif Mardan en Turquie, avant de s'envoler pour le Qatar pour le dernier match amical contre l'Iran, en guise de préparation finale pour la Coupe d'Asie de l'AFC 2023.
Lors du premier match, l'Indonésie a affronté l'Irak, deux mois après s'être affrontée, et s'est inclinée sur le score de 1-3. Dans le deuxième match, l'Indonésie a affronté son rival d'Asie du Sud-Est, le Vietnam, où le capitaine Asnawi Mangkualam a converti un but sur penalty pour marquer l'unique but du match. C'était la première fois que l'Indonésie battait le Vietnam après 7 ans, et l'Indonésie a gagné 3 points. Lors du dernier match de groupe, l'Indonésie s'est inclinée 3-1 face au Japon, l'équipe la mieux classée de l'AFC.
Malgré ses deux défaites en phase de groupe, l'Indonésie s'est qualifiée pour les huitièmes de finale en terminant parmi les quatre meilleurs troisièmes, ce qui a été confirmé après qu'un autre match du Groupe F entre le Kirghizistan et Oman se soit terminé par un match nul,. Pour la première fois, l'Indonésie a atteint la phase à élimination directe de la Coupe d'Asie de l'AFC depuis sa première participation à la Coupe d'Asie de l'AFC 1996. L'Indonésie a affronté l'Australie en huitième de finale, mais malgré une performance positive, l'équipe s'est inclinée 4-0 en raison d'une défense déficiente.

#### Qualifié pour le troisième tour des qualifications pour la Coupe du monde 2026
Dans le cadre des qualifications pour la Coupe du Monde de la FIFA 2026, l'Indonésie a réussi à battre le Vietnam à deux reprises les 21 et 26 mars, en s'imposant respectivement 1-0 à Jakarta et 3-0 à Hanoï. Dans ce dernier cas, c'est la première fois depuis 2004 que l'Indonésie bat le Vietnam sur son propre terrain. L'Indonésie se hisse ainsi à la deuxième place du groupe avec 7 points. Ces deux victoires ont également permis à l'Indonésie de dépasser ses rivaux de l'ASEAN, les Philippines et la Malaisie, au classement de la FIFA, pour la première fois depuis 5 ans,.
Le 25 avril 2024, le président de la PSSI, Erick Thohir, a annoncé que le contrat de Shin était officiellement prolongé jusqu'en 2027.
En juin 2024, lors du deuxième tour des éliminatoires de la Coupe du monde, l'Indonésie s'est de nouveau inclinée face à l'Irak (0-2). Cependant, lors du dernier match, l'Indonésie a battu les Philippines 2-0. L'Indonésie termine deuxième du groupe G, se qualifie pour la Coupe d'Asie de l'AFC 2027 et, pour la première fois de son histoire, accède au troisième tour des qualifications pour la Coupe du monde. Au troisième tour, l'Indonésie a été versée dans le groupe C qui comprenait des puissances comme le Japon, l'Australie, l'Arabie saoudite, la Chine et Bahreïn. L'Indonésie a débuté ses qualifications pour la Coupe du Monde de la FIFA 2026 en septembre 2024 avec un match nul 1-1 contre l'Arabie saoudite à Djeddah et un match nul 0-0 contre l'Australie à domicile,. En octobre 2024, l'Indonésie a fait match nul 2-2 avec Bahreïn à Riffa, mais a subi une défaite 2-1 contre la Chine à Qingdao,. En novembre 2024, l'Indonésie a subi une lourde défaite 4-0 contre le Japon à domicile. Cependant, lors du match suivant, l'Indonésie surprend le monde entier en battant l'Arabie saoudite 2-0 grâce à un doublé de Marselino Ferdinan, battant ainsi le record des pays d'Asie du Sud-Est n'ayant jamais battu l'Arabie saoudite.

#### Championnat de l'ANASE 2024
Lors du Championnat de l'ANASE 2024, l'Indonésie n'a pas aligné l'équipe principale de ses qualifications pour la Coupe du monde de la FIFA, la majorité des joueurs alignés et appelés pour le camp d'entraînement étant issus des équipes U-16 et U-20, avec l'ajout de plusieurs joueurs vétérans ayant participé à la Coupe d'Asie de l'AFC 2023 et aux qualifications pour la Coupe du monde 2026 en cours. L'Indonésie fait partie du Groupe B, qui comprend le Vietnam, les Philippines, le Myanmar et le Laos. L'Indonésie n'a aligné que des joueurs âgés en moyenne de 20,4 ans et a été éliminée de la phase de groupe après n'avoir remporté qu'une seule victoire.

#### Résiliation du contrat de Shin
Le 6 janvier 2025, PSSI et Shin ont décidé d'un commun accord de mettre fin au contrat. Erick Thohir a estimé que le licenciement était dû à des problèmes de communication et de tactique, et que la défaite contre la Chine et l'échec dans le championnat de l'ASEAN étaient devenus les facteurs décisifs.

### 2025-présent: Patrick Kluivert
Après le licenciement de Shin Tae-yong, le 8 janvier 2025, la PSSI a officiellement nommé Patrick Kluivert comme entraîneur principal, assisté d'Alex Pastoor et de Denny Landzaat.

## Sélection actuelle
Les joueurs appelés pour les matchs de qualification a la coupe du monde 2026
Mis à jour le 8 juillet 2024
| N°         | Nom                | Date de naissance | Sélections (buts) | Club               |
| ---------- | ------------------ | ----------------- | ----------------- | ------------------ |
| Gardiens   |                    |                   |                   |                    |
| 12         | Ernando Ari        | 27 février 2002   | 15 (0)            | Persebaya Surabaya |
| 22         | Adi Satryo         | 7 juillet 2001    | 3 (0)             | PSIS Semarang      |
| Défenseurs |                    |                   |                   |                    |
| 19         | Jordi Amat         | 21 mars 1992      | 19 (1)            | Johor Darul Ta'zim |
| 3          | Muhammad Ferarri   | 21 juin 2003      | 2 (0)             | Persija Jakarta    |
| 4          | Shayne Pattynama   | 11 août 1998      | 11 (1)            | Eupen              |
| 17         | Rizky Ridho        | 21 novembre 2001  | 39 (4)            | Persija Jakarta    |
| 13         | Calvin Verdonk     | 26 avril 1997     | 4 (0)             | NEC Nimègue        |
| 8          | Pratama Arhan      | 21 décembre 2001  | 50 (3)            | Suwon              |
| 14         | Justin Hubner      | 14 septembre 2003 | 12 (0)            | Cerezo Osaka       |
|            | Asnawi Mangkualam  | 4 octobre 1999    | 44 (2)            | Thai Port          |
|            | Nathan Tjoe-A-On   | 22 décembre 2001  | 4 (0)             | Swansea City       |
|            | Sandy Walsh        | 14 mars 1995      | 17 (2)            | Malines            |
| Milieux    |                    |                   |                   |                    |
| 11         | Thom Haye          | 9 février 1995    | 4 (1)             | Heerenveen         |
| 6          | Ivar Jenner        | 10 janvier 2004   | 13 (0)            | Utrecht            |
| 23         | Egy Maulana Vikri  | 7 juillet 2000    | 30 (9)            | Dewa United FC     |
| 7          | Yakob Sayuri       | 22 septembre 1997 | 24 (3)            | PSM Makassar       |
| 18         | Jay Idzes          | 2 juin 2000       | 9 (1)             | Venezia            |
| 20         | Ricky Kambuaya     | 5 mai 1996        | 40 (5)            | Dewa United FC     |
| 2          | Malik Risaldi      | 23 octobre 1996   | 1 (0)             | Madura United      |
| Attaquants |                    |                   |                   |                    |
| 10         | Dimas Drajad       | 30 mars 1997      | 15 (6)            | Persikabo 1973     |
| 15         | Ragnar Oratmangoen | 21 janvier 1998   | 4 (1)             | Groningue          |
| 16         | Marselino Ferdinan | 9 septembre 2004  | 26 (3)            | Deinze             |
|            | Rafael Struick     | 27 mars 2003      | 15 (0)            | ADO La Haye        |

## Palmarès

### Classement FIFA
| Année              | 1993 | 1994 | 1995 | 1996 | 1997 | 1998 | 1999 | 2000 | 2001 | 2002 | 2003 | 2004 | 2005 | 2006 | 2007 | 2008 | 2009 | 2010 | 2011 | 2012 | 2013 | 2014 | 2015 | 2016 | 2017 | 2018 | 2019 | 2020 | 2021 | 2022 | 2023 | 2024 |
| ------------------ | ---- | ---- | ---- | ---- | ---- | ---- | ---- | ---- | ---- | ---- | ---- | ---- | ---- | ---- | ---- | ---- | ---- | ---- | ---- | ---- | ---- | ---- | ---- | ---- | ---- | ---- | ---- | ---- | ---- | ---- | ---- | ---- |
| Classement mondial | 106  | 134  | 130  | 119  | 91   | 87   | 90   | 97   | 87   | 110  | 91   | 91   | 109  | 153  | 133  | 139  | 120  | 127  | 142  | 156  | 161  | 159  | 179  | 171  | 162  | 159  | 173  | 173  | 164  | 151  | 146  | 127  |

### Parcours enCoupe du monde
Avant 1949, l'Indonésie est appelée Indes orientales néerlandaises. Le parcours ci-dessous présente celui de l'Indonésie, pour celui des Indes orientales néerlandaises, voir l'article détaillé.
| Année | Position                                  |      | Année             | Position |                        | Année | Position |
| 1930  | Membre des Indes orientales néerlandaises | 1974 | Tour préliminaire | 2010     | Tour préliminaire      |       |          |
| 1934  | Membre des Indes orientales néerlandaises | 1978 | Tour préliminaire | 2014     | Tour préliminaire      |       |          |
| 1938  | Membre des Indes orientales néerlandaises | 1982 | Tour préliminaire | 2018     | Prélim. : Disqualifiée |       |          |
| 1950  | Tour préliminaire : Forfait               | 1986 | Tour préliminaire | 2022     | Tour préliminaire      |       |          |
| 1954  | Non inscrite                              | 1990 | Tour préliminaire | 2026     | Éliminatoires en cours |       |          |
| 1958  | Tour préliminaire                         | 1994 | Tour préliminaire | 2030     | À venir                |       |          |
| 1962  | Non inscrite                              | 1998 | Tour préliminaire | 2034     | À venir                |       |          |
| 1966  | Non inscrite                              | 2002 | Tour préliminaire |          |                        |       |          |
| 1970  | Non inscrite                              | 2006 | Tour préliminaire |          |                        |       |          |

### Parcours enCoupe d'Asie
| Année | Position          |      | Année             | Position |                             | Année | Position |
| 1956  | Non inscrite      | 1984 | Tour préliminaire | 2011     | Tour préliminaire           |       |          |
| 1960  | Non inscrite      | 1988 | Tour préliminaire | 2015     | Tour préliminaire           |       |          |
| 1964  | Non inscrite      | 1992 | Tour préliminaire | 2019     | Tour prélim. : Disqualifiée |       |          |
| 1968  | Tour préliminaire | 1996 | 1er tour          | 2023     | Huitièmes de finale         |       |          |
| 1972  | Tour préliminaire | 2000 | 1er tour          | 2027     | Qualifiée                   |       |          |
| 1976  | Tour préliminaire | 2004 | 1er tour          |          |                             |       |          |
| 1980  | Tour préliminaire | 2007 | 1er tour          |          |                             |       |          |

## Sélectionneurs
| Période                  | Sélectionneurs                       | Palmarès |
| ------------------------ | ------------------------------------ | --- |
| 1951-1953                | Choo Seng Quee                       | |
| 1954-1964                | Antun Pogačnik                       | Jeux olympiques de 1956 - Quarts-de-finale |
| 1966-1970                | E. A. Mangindaan                     | |
| 1970                     | Endang Witarsa                       | |
| 1971-1972                | Djamiaat Dalhar                      | |
| 1972-1974                | Suwardi Arland                       | |
| 1974-1975                | Aang Witarsa                         | |
| 1975-1976                | Wiel Coerver                         | |
| 1976-1978                | Suwardi Arland                       | Jeux d'Asie du Sud-Est de 1977 - Demi-finale |
| 1978-1979                | Frans Van Balkom                     | Jeux d'Asie du Sud-Est de 1979 - Finale |
| 1979-1980                | Marek Janota                         | |
| 1980-1981                | Bernd Fischer                        | Jeux d'Asie du Sud-Est de 1981 - 3e place |
| 1981-1982                | Harry Tjong                          | |
| 1982-1983                | Sinyo Aliandoe                       | Jeux d'Asie du Sud-Est de 1983 - 1er tour |
| 1983-1984                | M. Basri, Iswadi Idris & Abdul Kadir | |
| 1985-1987                | Nelsinho Baptista                    | Jeux d'Asie du Sud-Est de 1985 - Demi-finale Coupe de l'Indépendance d'Indonésie 1985 - Poules Coupe de l'Indépendance d'Indonésie 1986 - Poules Jeux d'Asie du Sud-Est de 1987 - Vainqueurs Coupe de l'Indépendance d'Indonésie 1987 - Vainqueur |
| 1987-1991                | Anatoli Polosin                      | Coupe de l'Indépendance d'Indonésie 1988 - Finale Jeux d'Asie du Sud-Est de 1989 - 3e place Coupe de l'Indépendance d'Indonésie 1990 - 3e place Jeux d'Asie du Sud-Est de 1991 - Vainqueurs                                                       |
| 1991-1993                | Ivan Toplak                          | Coupe de l'Indépendance d'Indonésie 1992 - Finale Jeux d'Asie du Sud-Est de 1993 - Demi-finale |
| 1993-1996                | Romano Mattè                         | Coupe de l'Indépendance d'Indonésie 1994 - Poule Jeux d'Asie du Sud-Est de 1995 - 1er tour |
| 1996                     | Danurwindo                           | Coupe du Tigre 1996 - 4e place Coupe de l'AFC 1996 - 1er tour |
| 1996-1997                | Henk Wullems                         | Jeux d'Asie du Sud-Est de 1997 - Finale |
| 1998                     | Rusdy Bahalwan                       | Coupe du Tigre 1998 - 3e place |
| 1999                     | Thomas Doll                          | Jeux d'Asie du Sud-Est de 1999 - 3e place |
| 1999-2000                | Leo Beenhakker                       | Coupe de l'Indépendance d'Indonésie 2000 - Vainqueur Coupe de l'AFC 1996 - 1er tour Coupe du Tigre 2000 - Finale |
| 2000-2001                | Benny Dollo                          | |
| 2002-2004                | Leo Beenhakker                       | Coupe du Tigre 2002 - Finale |
| 2004-2007                | Peter Withe                          | Coupe du Tigre 2004 - Finale |
| 2007                     | Ivan Kolev                           | Championnat de l'ASEAN de football 2007 - Poule Coupe de l'AFC 2007 - 1er tour |
| 2008-2010                | Thomas Doll                          | Coupe de l'Indépendance d'Indonésie 2008 - Vainqueur Championnat d'Asie du Sud-Est de football 2008 - Demi-finale |
| 2010-2011                | Alfred Riedl                         | |
| 2011-2012                | Wim Rijsbergen                       | |
| 2012                     | Aji Santoso                          | |
| 2012-2013                | Nil Maizar                           | |
| 2013                     | Rahmad Darmawan                      | |
| 2013                     | Jacksen Ferreira Tiago               | |
| 2013-2014                | Alfred Riedl                         | Championnat d'Asie du Sud-Est de football 2014 - 1er tour |
| 2015                     | Benny Dollo (Intérim)                | |
| 2015                     | Pieter Huistra (Intérim)             | |
| 2016                     | Alfred Riedl                         | Championnat d'Asie du Sud-Est de football 2016 - Finaliste |
| jan. 2017-oct. 2018      | Luis Milla                           | 2017 Aceh World Solidarity Tsunami Cup - Finaliste |
| 2018                     | Danurwindo (Intérim)                 | |
| sep. 2018-nov. 2018      | Bima Sakti (Intérim)                 | AFF Suzuki Cup 2018 - 1er tour |
| jan. 2019-? 2019         | Simon McMenemy                       | |
| 2019                     | Yeyen Tumena (Intérim)               | |
| 2020-2025                | Shin Tae-yong                        | AFF Suzuki Cup 2021 - Finaliste Championnat d'Asie du Sud-Est de football 2022 - Demi-finaliste Coupe d'Asie des nations 2023 - 1/8e de finale AFF Suzuki Cup 2024 - 1er tour                                                                     |
| depuis le 8 janvier 2025 | Patrick Kluivert                     | |

## Adversaires de l'Indonésie de 1949 à aujourd'hui
| Pays                      | J  | G  | N  | P  | Bp  | Bc  | Diff | Premier match                   | Dernier match                          |
| ------------------------- | -- | -- | -- | -- | --- | --- | ---- | ------------------------------- | -------------------------------------- |
| Afghanistan               | 2  | 0  | 0  | 2  | 2   | 4   | -2   | 25/05/2021 (2-3) à Dubaï        | 16/11/2021 (0-1) à Belek               |
| Allemagne de l'Est        | 2  | 0  | 1  | 1  | 3   | 5   | -2   | 20/09/1956 (1-3) à Chemnitz     | 11/02/1959 (2-2) à Jakarta             |
| Andorre                   | 1  | 1  | 0  | 0  | 1   | 0   | 1    | 26/03/2014 (1-0) à Alzira       |                                        |
| Arabie saoudite           | 15 | 1  | 2  | 12 | 8   | 36  | -28  | 12/10/1980 (0-2) à Izmir        | 19/11/2024 (2-0) à Jakarta             |
| Argentine                 | 1  | 0  | 0  | 1  | 0   | 2   | -2   | 19/06/2023 (0-2) à Jakarta      |                                        |
| Australie                 | 19 | 1  | 4  | 14 | 8   | 44  | -36  | 17/11/1967 (0-2) à Jakarta      | 20/03/2025 (1-5) à Sydney              |
| Bahreïn                   | 8  | 3  | 2  | 3  | 9   | 20  | -11  | 27/08/1980 (3-2) à Séoul        | 25/03/2025 (1-0) à Jakarta             |
| Bangladesh                | 7  | 4  | 2  | 1  | 12  | 4   | 8    | 06/08/1975 (4-0) à Kuala Lumpur | 01/06/2022 (0-0) à Soreang             |
| Bhoutan                   | 2  | 2  | 0  | 0  | 4   | 0   | 4    | 06/10/2003 (2-0) à Djeddah      | 13/10/2003 (2-0) à Djeddah             |
| Birmanie                  | 41 | 16 | 7  | 18 | 72  | 68  | 4    | 09/03/1951 (1-4) à New Delhi    | 09/12/2024 (1-0) à Rangoun             |
| Bosnie-Herzégovine        | 1  | 0  | 0  | 1  | 0   | 2   | -2   | 26/02/1997 (0-2) à Kuala Lumpur |                                        |
| Brunei                    | 12 | 10 | 2  | 0  | 54  | 2   | 52   | 28/05/1971 (9-0) à Bangkok      | 17/10/2023 (6-0) à Bandar Seri Begawan |
| Bulgarie                  | 1  | 0  | 0  | 1  | 0   | 4   | -4   | 04/02/1973 (0-4) à Jakarta      |                                        |
| Burundi                   | 2  | 1  | 1  | 0  | 5   | 3   | 2    | 25/03/2023 (3-1) à Bekasi       | 28/03/2023 (2-2) à Bekasi              |
| Cambodge                  | 24 | 19 | 3  | 2  | 89  | 16  | 73   | 06/08/1965 (0-0) à Pyongyang    | 23/12/2022 (2-1) à Jakarta             |
| Cameroun                  | 2  | 0  | 1  | 1  | 0   | 1   | -1   | 17/11/2012 (0-0) à Jakarta      | 25/03/2015 (0-1) à Sidoarjo            |
| Canada                    | 1  | 0  | 0  | 1  | 0   | 4   | -4   | 30/08/1986 (0-4) à Singapour    |                                        |
| Chine                     | 19 | 4  | 3  | 12 | 18  | 41  | -23  | 12/05/1957 (2-0) à Jakarta      | 05/06/2025 (1-0) à Jakarta             |
| Corée du Nord             | 7  | 0  | 1  | 6  | 4   | 15  | -11  | 07/05/1979 (1-3) à Bangkok      | 10/09/2012 (0-2) à Jakarta             |
| Corée du Sud              | 33 | 2  | 3  | 28 | 18  | 79  | -61  | 31/03/1953 (1-3) à Singapour    | 18/07/2007 (0-1) à Jakarta             |
| Curaçao                   | 2  | 2  | 0  | 0  | 5   | 3   | 2    | 24/09/2022 (3-2) à Jakarta      | 27/09/2022 (2-1) à Bogor               |
| Danemark                  | 1  | 0  | 0  | 1  | 0   | 9   | -9   | 03/09/1974 (0-9) à Copenhague   |                                        |
| Égypte                    | 3  | 0  | 1  | 2  | 3   | 11  | -8   | 25/04/1963 (1-3) à Jakarta      | 11/06/1991 (0-6) à Séoul               |
| Émirats arabes unis       | 6  | 1  | 1  | 4  | 8   | 18  | -10  | 02/09/1981 (5-2) à Kuala Lumpur | 11/06/2021 (0-5) à Dubaï               |
| Estonie                   | 1  | 0  | 0  | 1  | 0   | 3   | -3   | 16/11/1996 (0-3) à Gênes        |                                        |
| Fidji                     | 3  | 0  | 3  | 0  | 3   | 3   | 0    | 31/05/1981 (0-0) à Suva         | 02/09/2017 (0-0) à Bogor               |
| Ghana                     | 1  | 0  | 0  | 1  | 0   | 2   | -2   | 06/02/1993 (0-2) à Kuala Lumpur |                                        |
| Guinée                    | 1  | 0  | 0  | 1  | 1   | 3   | -2   | 05/08/1965 (1-3) à Pyongyang    |                                        |
| Guyana                    | 1  | 1  | 0  | 0  | 2   | 1   | 1    | 25/11/2017 (2-1) à Bekasi       |                                        |
| Hong Kong                 | 19 | 10 | 4  | 5  | 38  | 27  | 11   | 02/09/1957 (1-2) à Kuala Lumpur | 16/10/2018 (1-1) à Bekasi              |
| Inde                      | 20 | 10 | 2  | 8  | 39  | 32  | 7    | 04/03/1951 (0-3) à New Delhi    | 03/06/2004 (1-1) à Jakarta             |
| Irak                      | 10 | 0  | 1  | 9  | 5   | 27  | -22  | 16/03/1973 (1-1) à Sydney       | 06/06/2024 (0-2) à Jakarta             |
| Iran                      | 6  | 0  | 1  | 5  | 3   | 16  | -13  | 16/12/1966 (0-1) à Bangkok      | 09/01/2024 (0-5) à Al Rayyan           |
| Islande                   | 1  | 0  | 0  | 1  | 1   | 4   | -3   | 14/01/2018 (1-4) à Jakarta      |                                        |
| Jamaïque                  | 1  | 1  | 0  | 0  | 2   | 1   | 1    | 21/06/2007 (2-1) à Jakarta      |                                        |
| Japon                     | 18 | 5  | 2  | 11 | 19  | 46  | -27  | 01/05/1954 (5-3) à Manille      | 10/06/2025 (0-6) à Suita               |
| Jordanie                  | 5  | 0  | 0  | 5  | 2   | 13  | -11  | 12/02/2004 (1-2) à Amman        | 11/06/2022 (0-1) à Koweït              |
| Kenya                     | 1  | 0  | 0  | 1  | 2   | 3   | -1   | 02/02/1990 (2-3) à Bangkok      |                                        |
| Kirghizistan              | 2  | 1  | 0  | 1  | 4   | 1   | 3    | 01/11/2013 (4-0) à Jakarta      | 06/12/2017 (0-1) à Banda Aceh          |
| Koweït                    | 7  | 2  | 3  | 2  | 8   | 12  | -4   | 25/10/1980 (2-1) à Kuala Lumpur | 08/06/2022 (2-1) à Koweït              |
| Laos                      | 10 | 8  | 2  | 0  | 43  | 11  | 32   | 26/11/1969 (3-0) à Bangkok      | 12/12/2024 (3-3) à Surakarta           |
| Liban                     | 1  | 0  | 0  | 1  | 0   | 4   | -4   | 14/05/1975 (0-4) à Séoul        |                                        |
| Liberia                   | 2  | 1  | 0  | 1  | 3   | 3   | 0    | 04/09/1984 (1-2) à Johor Bahru  | 30/06/2007 (2-1) à Palembang           |
| Libye                     | 3  | 0  | 0  | 3  | 1   | 10  | -9   | 25/07/1977 (0-4) à Kuala Lumpur | 05/01/2024 (1-2) à Antalya             |
| Liechtenstein             | 1  | 0  | 0  | 1  | 2   | 3   | -1   | 22/06/1981 (2-3) à Séoul        |                                        |
| Lituanie                  | 2  | 0  | 1  | 1  | 2   | 6   | -4   | 03/11/1996 (0-4) à Vilnius      | 02/07/1999 (2-2) à Valga               |
| Malaisie                  | 72 | 31 | 16 | 25 | 117 | 103 | 14   | 07/09/1957 (4-2) à Kuala Lumpur | 19/12/2021 (4-1) à Singapour           |
| Maldives                  | 3  | 3  | 0  | 0  | 10  | 0   | 10   | 08/04/2001 (5-0) à Jakarta      | 12/10/2010 (3-0) à Bandung             |
| Malte                     | 2  | 0  | 0  | 2  | 0   | 4   | -4   | 18/06/1981 (0-1) à Séoul        | 07/06/1991 (0-3) à Séoul               |
| Maroc                     | 1  | 0  | 0  | 1  | 0   | 2   | -2   | 29/10/1980 (0-2) à Kuala Lumpur |                                        |
| Maurice                   | 1  | 1  | 0  | 0  | 1   | 0   | 1    | 11/09/2018 (1-0) à Bekasi       |                                        |
| Moldavie                  | 1  | 0  | 0  | 1  | 1   | 2   | -1   | 30/10/1996 (1-2) à Gênes        |                                        |
| Népal                     | 2  | 2  | 0  | 0  | 9   | 0   | 9    | 25/06/2014 (2-0) à Malang       | 14/06/2022 (7-0) à Koweït              |
| Nigeria                   | 1  | 0  | 0  | 1  | 1   | 2   | -1   | 10/06/1983 (1-2) à Séoul        |                                        |
| Nouvelle-Zélande          | 9  | 2  | 5  | 2  | 8   | 9   | -1   | 11/10/1972 (1-1) à Jakarta      | 21/09/1997 (5-0) à Surabaya            |
| Oman                      | 4  | 0  | 1  | 3  | 2   | 6   | -4   | 24/06/2007 (0-1) à Jakarta      | 29/05/2021 (1-3) à Dubaï               |
| Ouzbékistan               | 2  | 0  | 1  | 1  | 1   | 4   | -3   | 01/06/1997 (1-1) à Jakarta      | 20/06/1997 (0-3) à Tachkent            |
| Palestine                 | 2  | 1  | 1  | 0  | 4   | 1   | 3    | 22/08/2011 (4-1) à Surakarta    | 14/06/2023 (0-0) à Jakarta             |
| Pakistan                  | 5  | 4  | 1  | 0  | 13  | 2   | 11   | 14/08/1960 (4-0) à Kuala Lumpur | 21/06/2014 (4-0) à Sidoarjo            |
| Papouasie-Nouvelle-Guinée | 1  | 0  | 0  | 1  | 0   | 1   | -1   | 01/09/1984 (0-1) à Kuala Lumpur |                                        |
| Paraguay                  | 1  | 0  | 0  | 1  | 2   | 3   | -1   | 16/02/1986 (2-3) à Jakarta      |                                        |
| Philippines               | 28 | 21 | 5  | 2  | 93  | 19  | 74   | 30/05/1958 (5-2) à Tokyo        | 21/12/2024 (0-1) à Surakarta           |
| Porto Rico                | 1  | 0  | 1  | 0  | 0   | 0   | 0    | 13/06/2017 (0-0) à Sleman       |                                        |
| Qatar                     | 8  | 1  | 2  | 5  | 9   | 19  | -10  | 21/09/1986 (1-1) à Gwangju      | 14/07/2014 (2-2) à Al Wakrah           |
| Sénégal                   | 1  | 0  | 1  | 0  | 2   | 2   | 0    | 11/08/1982 (2-2) à Kuala Lumpur |                                        |
| Singapour                 | 57 | 27 | 12 | 18 | 103 | 69  | 34   | 31/08/1958 (2-0) à Kuala Lumpur | 25/12/2021 (4-2) à Singapour           |
| Sri Lanka                 | 3  | 2  | 1  | 0  | 11  | 2   | 9    | 05/06/1972 (8-0) à Jakarta      | 08/09/2004 (2-2) à Colombo             |
| Sud-Vietnam               | 8  | 7  | 1  | 0  | 26  | 8   | 18   | 05/09/1957 (3-1) à Kuala Lumpur | 17/03/1975 (2-1) à Bangkok             |
| Syrie                     | 5  | 1  | 0  | 4  | 3   | 15  | -12  | 20/07/1978 (1-0) à Kuala Lumpur | 15/11/2014 (0-2) à Jakarta             |
| Taipei chinois            | 13 | 9  | 0  | 4  | 29  | 14  | 15   | 07/05/1954 (2-4) à Manille      | 11/10/2021 (3-0) à Buriram             |
| Tanzanie                  | 2  | 1  | 1  | 0  | 3   | 1   | 2    | 14/09/1997 (3-1) à Bandung      | 02/06/2024 (0-0) à Jakarta             |
| Tchécoslovaquie           | 1  | 0  | 1  | 0  | 1   | 1   | 0    | 08/12/1974 (1-1) à ?            |                                        |
| Thaïlande                 | 65 | 19 | 15 | 31 | 83  | 109 | -26  | 31/08/1957 (4-0) à Kuala Lumpur | 29/12/2022 (1-1) à Jakarta             |
| Timor oriental            | 6  | 6  | 0  | 0  | 21  | 2   | 19   | 21/11/2010 (6-0) à Palembang    | 30/01/2022 (3-0) à Gianyar             |
| Turkménistan              | 5  | 3  | 1  | 1  | 11  | 8   | 3    | 31/03/2004 (1-3) à Achgabat     | 08/09/2023 (2-0) à Surabaya            |
| Union soviétique          | 2  | 0  | 1  | 1  | 0   | 4   | -4   | 29/11/1956 (0-0) à Melbourne    | 01/12/1956 (0-4) à Melbourne           |
| Uruguay                   | 3  | 1  | 0  | 2  | 5   | 11  | -6   | 19/04/1974 (2-1) à Jakarta      | 08/10/2010 (1-7) à Jakarta             |
| Vanuatu                   | 1  | 1  | 0  | 0  | 6   | 0   | 6    | 15/06/2019 (6-0) à Jakarta      |                                        |
| Viêt Nam                  | 31 | 11 | 11 | 9  | 36  | 35  | 1    | 28/11/1991 (1-0) à Manille      | 15/12/2024 (0-1) à Việt Trì            |
| Yémen                     | 6  | 2  | 4  | 0  | 7   | 3   | 4    | 13/04/1997 (0-0) à Manado       | 09/09/2014 (0-0) à Sleman              |
| Yémen du Sud              | 1  | 1  | 0  | 0  | 1   | 0   | 1    | 17/06/1988 (1-0) à Jakarta      |                                        |
| Yougoslavie               | 3  | 0  | 0  | 3  | 4   | 14  | -10  | 09/09/1956 (2-4) à Belgrade     | 07/12/1961 (1-5) à Jakarta             |
| Zimbabwe                  | 1  | 0  | 1  | 0  | 0   | 0   | 0    | 22/02/1997 (0-0) à Kuala Lumpur |                                        |